# Ludmila Formanová
Ludmila Formanová (née le 2 janvier 1974 à Čáslav) est une athlète tchèque, spécialiste du 800 mètres.

## Biographie
L’année 1999 est sa saison la plus riche : championne du monde de façon surprenante en salle à Maebashi sur 800 mètres, elle réalise l'exploit de battre la Mozambicaine Maria Mutola, avec un très bon chrono de 1 min 56 s 90. On croit alors à un feu de paille.
L'été venu, les médias se focalisent sur le duel entre Maria Mutola et Svetlana Masterkova. Oubliée lors de la finale des Championnats du monde d'athlétisme 1999 à Séville, la Tchèque réédite son exploit du Japon, en battant au finish les deux favorites pour s'adjuger le titre mondial en 1 min 56 s 68. C’est son ultime succès : blessée, la Tchèque s'écarte des pistes à partir des Jeux olympiques de 2000 et en 2001.
Elle revient en 2002 où elle prend une encourageante 4e place en finale des Championnats d'Europe à Munich.
Elle déclare prendre sa retraite en 2007.

### Palmarès
| Date | Compétition                    | Lieu            | Résultat | Épreuve   | Performance   |
| ---- | ------------------------------ | --------------- | -------- | --------- | ------------- |
| 1993 | Championnats d'Europe juniors  | Saint-Sébastien | 1re      | 800 m     | 2 min 06 s 88 |
| 1993 | Championnats du monde          | Stuttgart       | 7e       | 4 × 400 m | 3 min 27 s 94 |
| 1994 | Championnats d'Europe          | Helsinki        | 5e       | 4 × 400 m | 3 min 27 s 95 |
| 1995 | Championnats du monde en salle | Barcelone       | 2e       | 4 × 400 m | 3 min 30 s 27 |
| 1996 | Jeux olympiques                | Barcelone       | 7e       | 4 × 400 m | 3 min 26 s 99 |
| 1997 | Championnats du monde en salle | Paris           | 4e       | 4 × 400 m | 3 min 28 s 47 |
| 1997 | Championnats du monde          | Athènes         | 5e       | 800 m     | 1 min 59 s 52 |
| 1997 | Championnats du monde          | Athènes         | 5e       | 4 × 400 m | 3 min 23 s 73 |
| 1998 | Championnats d'Europe en salle | Valence         | 1re      | 800 m     | 2 min 02 s 30 |
| 1998 | Championnats d'Europe          | Budapest        | 5e       | 4 × 400 m | 3 min 27 s 54 |
| 1999 | Championnats du monde en salle | Maebashi        | 1re      | 800 m     | 1 min 56 s 90 |
| 1999 | Championnats du monde          | Séville         | 1re      | 800 m     | 1 min 56 s 68 |
| 1999 | Championnats du monde          | Séville         | 4e       | 4 × 400 m | 3 min 23 s 82 |
| 1999 | Finale du Grand Prix IAAF      | Munich          | 2e       | 800 m     | 1 min 59 s 15 |
| 2002 | Championnats d'Europe          | Munich          | 4e       | 800 m     | 2 min 00 s 23 |

### Records
| Épreuve    | Épreuve      | Performance   | Lieu     | Date         |
| ---------- | ------------ | ------------- | -------- | ------------ |
| 800 mètres | En plein air | 1 min 56 s 56 | Zurich   | 11 août 1999 |
| 800 mètres | En salle     | 1 min 56 s 90 | Maebashi | 7 mars 1999  |